# الموت في نشوة (رواية)
الموت في النشوة (بالإنجليزية: Death in Ecstasy)‏ هي رواية بوليسية كتبتها نايو مارش، وهي الرواية الرابعة التي تعرض في سلسلتها البوليسية كبيرَ المفتشين رودريك ألين من سكوتلاند يارد. نُشِرت الرواية أول مرة في عام 1936.
عندما تسقط كارا كوين الجميلة على الأرض ميتة بعد شرب النبيذ الطقسي في بيت الشعلة المقدسة، حيث كانت تعيش تجربة دينية من نوع لم يتوقعه المبتدئون الآخرون. وعندما يستدعى مفتش سكوتلاند يارد رودريك ألين للتحقيق واكتشاف من عمل على تسميم هذه العضوية القرية فإن أول لغز محير يواجهه هو كيفية دخول حمض البروسيك القاتل إلى النبيذ.

## ملخص القصة
يسمح الصحفي نايجل باثجيت لفضوله بالتغلب عليه عندما يقرر حضور الخدمات في معبد الشعلة المقدسة. يقوم بالتسلل ويشهد الحفل. حيث يتم اختيار إحدى المبتدئين، كارا كوين، لتكون الشخص المختار. كجزء من الطقوس، تشرب الآنسة كوين من كأس من النبيذ ويبدو أنها تدخل في حالة من النشوة وتسقط ميتة.
يستدعى كبير المفتشين رودريك ألين للتحقيق ويقوم نايجل بإخباره كل ما شهده. حيث شرب جميع المبتدئين من الكأس وكانت كارا كوين اخر من فعل ذلك. بارك الأب غارنيت الكأس ثم مرره للمبتدئين الذين شربوا منه وأعينهم مغلقة. حيث يتم اكتشاف قصاصة ورق مذابة جزئيًا في الكأس، مما دفع ألين إلى الاعتقاد بأن أحد المبتدئين أسقط السيانيد في الكأس بهذه الطريقة. علاوة على ذلك، يجد ألين كتابًا قديمًا في مسكن غارنيت مفتوح على صفحة حول كيفية صنع السيانيد في المنزل. يكتشف أن الكتاب ينتمي إلى صموئيل أوغدن الذي يدعي أنه فُقد قبل بضعة أيام أو أسابيع.
يقوم ألين باستجواب الجميع ولكن لا يكتشف سوى القليل. يكتشف أن العديد من المبتدئين لديهم مجمع إلهي لـ غارنيت ومن الواضح أن الكثير منهم يشعرون بالغيرة من الاهتمام الذي تلقاه الثرية كارا كوين من الكاهن. تقوم الآنسة إرنستين وايد بإدعاء أنها سمعت الآنسة كوين تتجادل مع شخص ما بعد ظهر يوم القتل حيث هددت كوين بفضح شخص ما. يشتبه ألين في أن الأمر يتعلق ببعض السندات المفقودة التي تبرعت بها الآنسة كوين للكنيسة ولكن سُرقت من خزنة الكاهن.
يشتبه ألين في موريس برينغل، وهو مبتدئ مدمن على المخدرات. يقع موريس في حب زميلته جاني جينكينز التي تصادق نايجل وتخبره عن إدمان موريس وتخبره إنها تعتقد أن الأب غارنيت هو المسؤول. يبدأ ألين في التحقيق في الشؤون المالية للكنيسة ويعلم أن أوغدن لديه حصة مالية كبيرة جدًا في الكنيسة لأنه قدم معظم رأس المال التأسيسي. يتلقى غارنيت نسبة معينة من الدخل ويحصل راؤول دي رافين على نسبة أقل بكثير. تترك كارا كوين في وصيتها جزءًا كبيرًا من ثروتها لكنيسة الشعلة المقدسة.
يقوم ألين بإعتقال غارنيت بتهمة تهريب المخدرات وصموئيل أوغدن بتهمة القتل. أوغدن شخصية معروفة مطلوبة بتهمة تهريب المخدرات والقتل في أستراليا وقد شارك أيضًا في عدد من المخططات مثل كنيسة الشعلة المقدسة وقام بقتل كارا كوين لأنها علمت أنه سرق السندات من خزنة الكاهن وأيضًا سيحصل على الجزء الأكبر من ممتلكاتها من خلال حصته الخاصة في الكنيسة. كان أوغدن آخر شخص يشرب من الكأس خلال الحفل، مما منحه أفضل وقت لوضع السم في النبيذ.

## الشخصيات
- جاسبر غارنيت- كاهن في معبد الشعلة المقدسة

السبعة المبتدئين:
- صامويل جيه أوغدن- حارس الكنيسة ورجل الأعمال والمستثمر في المعبد.
- راؤول دي رافين - حارس الكنيسة ومحب ثري.
- كارا كوين - «الوعاء المختار»، يتيمة ثرية وجميلة.
- جاني جينكينز- أصغر المبتدئين.
- موريس برينغل- خطيب جاني جينكينز ومبتدئ متردد.
- إرنستين ويد - أكبر المبتدئين.
- داجمار كاندور - مبتدئ يحب النميمة ويكره كارا كوين

اخرون:
- كلود وايتلي وليونيل سميث- مساعدون في المعبد.
- الدكتور نيكولاس كاسبك- شاهد.
- حارس بوابة المعبد.
- إديث لورا هيبورن- ممرضة كارا كوين.
- ويلسون - خادمة كارا كوين.
- السيد راتيسبون - محامي كارا كوين. شوهد سابقًا في جريمة قتل دار التمريض
- إلسي- مدبرة منزل السيد أوغدن.
- رودريك ألين - كبير مفتشي سكوتلاند يارد.
- المفتش فوكس- مساعده.
- الرقيب بيلي- متخصص في بصمات الأصابع.
- الدكتور كيرتس هو طبيب منطقته.
- نايجل باثجيت- واتسون، صحفي شاب.

## الاستقبال
أعجبت أوتاجو ديلي تايمز بهذه الرواية، سواء بالقاتل الماكر أو المتعبدين الغريبين. ركز البيان الموجز على ذكائها: «إن ذكائها اللاذع، وسريع اللعب على نقاط الضعف في قطاع عرضي مؤلم إلى حد ما من المزيج الاجتماعي في لندن، لم يتم تطبيقه بشكل صارخ أكثر من أي وقت مضى.»
كتبت صحيفة نيويورك تايمز في عام 1941، «هناك دليل داخلي على أن هذا كتاب سابق لنايو مارش. فهو يفتقر إلى شيء من حبكة الخبراء والأسلوب الناضج الذي يميز معظم قصص هذا المؤلف الأخرى. ولكن حتى مع ذلك، فهو أفضل بكثير من متوسط الحكايات الغامضة. ربما لم تجد الآنسة مارش نفسها تمامًا، لكنها امتلكت بالفعل موهبة رواية القصص إلى درجة غير عادية.» وعلى الرغم من هذا الثناء، خلصت المراجعة إلى أن «قراء القصص البوليسية ذوي الخبرة لن يواجهوا صعوبة كبيرة في اكتشاف القاتل.»

## الأسلوب
تستغني الرواية عن القسم التمهيدي المعتاد لمارش الذي يحدد شخصياتها وعلاقاتهم ببعضهم البعض ودوافعهم، ويغوص مباشرة في الحضور المفاجئ للصحفي نايجل باثجيت في معبد الشعلة المقدسة، حيث يحدث الموت المفاجئ. 

## مقدمة المؤلف
في مقدمتها، تشكر المؤلفة روبن بيج «على نصيحته بشأن سيانيد الصوديوم»، وغاي كوتريل «على خطته للمعبد»، وروبن وأدامسون «على البراعة الودية في تحضير السموم المنزلية».

## الاقتباسات الإذاعية والتلفزيونية
لعب جيفري كين الدور الرئيسي في حلقة تلفزيونية في عام 1964، وكيث بارون في دور نايجل باثجيت، وجوس آكلاند في دور جاسبر غارنيت، ونايجل هوثورن في دور حارس المعبد.
بثت مسرحية جون تيديمان للرواية على مسرح ليلة السبت على راديو بي بي سي 4 في سبتمبر 1969، مع بيتر هاول في دور ألين وغاري واتسون في دور نايجل باثجيت.